# فاست أند فيوريس كورسرودز
فاست أند فيوريس كورسرودز (بالإنجليزية: Fast & Furious Crossroads)‏ هي لعبة فيديو بريطانية، من تطوير استوديوهات سلايتلي ماد ومن نشر شركة بانداي نامكو إنترتينمنت اليابانية، صدرت في الأسواق بتاريخ 7 أغسطس 2020، وتعمل على منصات بلاي ستيشن 4، إكس بوكس ون ومايكروسوفت ويندوز.

## روابط خارجية
- فاست أند فيوريس كورسرودز على موقع IMDb (الإنجليزية)